# 曙太郎
曙 太郎（あけぼの たろう、1969年5月8日 - 2024年4月6日）は、アメリカ合衆国ハワイ州オアフ島ワイマナロ出身で東関部屋に所属していた元大相撲力士。第64代横綱（外国人初の横綱）。のちにプロレスラー、総合格闘家、タレントに転向。血液型O型。格闘技、プロレス分野では曙（あけぼの）のリングネームで活動していた。2013年、東関部屋に招聘されて以降、師範代をつとめていた。
本名同じ（1996年4月22日に日本に帰化）。旧名、米国名 : チャド・ジョージ・ハヘオ・ローウェン（Chad George Haaheo Rowan）。ハワイ・パシフィック大学中退。
プロ野球横浜大洋ホエールズ（後の横浜DeNAベイスターズ）に所属していたジョーイ・マイヤーは、従兄弟である。

## 大相撲

### 経歴

#### 入門前
アメリカ合衆国ハワイ州オアフ島ワイマナロにて、アイルランド系の血を引く父と、キューバ系アメリカ人の母との間に生まれる。
ハワイではバスケットボールをしていたが、大学は講義の単位よりも部活を優先させるコーチとの対立もあってわずか3か月で中退。
後にその体格を東関親方（元高見山）に見込まれ、相撲界入りし、1988年3月場所に初土俵を踏む。元々東関は弟の方を入門させたかったようであったが、気の進まない弟のジョージは「しょうがないよ、兄貴を連れていく」と身代りにチャドを新弟子として紹介した。父親はいきなりの展開にもかかわらず入門を喜んだが、一方で母親は猛反対。母の反対もあったので、日本にやってきた時にチャドは「とにかくもうハワイには帰れないな」と感じていた。また、チャドは本土の大学にスカウトされた地元の運動部員が挫折してハワイへ出戻るたびに住民から中傷を受ける様を幾度となく見てきた為、両親を困らせないという意味でもハワイには帰れないと覚悟していた。

#### 入門から十両昇進まで
同期入門は「花の六三組」と言われる横綱3代目若乃花（のちのタレント花田虎上）、貴乃花、大関魁皇、小結和歌乃山、前頭力櫻（のちのプロレスラー力皇猛）、十両須佐の湖、鶴ノ富士、琴岩国、琴乃峰など。序ノ口では貴花田（のちの貴乃花）に勝ったが、琴乃峰にプロ初黒星を喫している。相撲教習所に入学したばかりの頃は来日から日が浅いことで若貴ブームのことを理解していない曙ですらも若貴兄弟との格の違いを思い知らされたといい、自身が基礎の稽古を行っていた際にはもう既に若貴兄弟は三段目や幕下の地位にいる教官と申し合いをしていたという。教習所時代には和歌乃山の強さにも驚いていたようであり、教習所の生徒達でトーナメント戦を行う度に優勝していたと述懐している。後年のインタビューでは「中学横綱のタイトルを引っさげて入ってきて、体はさほど大きくないんだけど、もう手がつけられないほど強いの。和歌乃山は入門して半年くらいで、教習所の先生たちと同じくらいの番付まで出世していました。中学を卒業して入門した力士で、そんな人はおそらくいないんじゃないかな?」と当時についての感想を述べていた。新弟子時代にはまだ相撲歴が浅かったこともあって場所入りの度に東関から「せいぜいがんばってくれよ。負けても仕方ないよ。相手のほうがちっちゃい時から相撲を取ってるんだから」という趣旨の冷やかし文句を浴びせられたという。
三段目時代の1989年3月場所前、当時屈指の大部屋だった伊勢ヶ濱部屋に出稽古に出かけた曙は、1月場所で10勝をあげ自己最高位の前頭筆頭まで躍進した若瀬川に胸を借りた。相手が三段目と甘く見ていた若瀬川は2、3回軽く四股を踏んだだけで、仕切って待っている曙の前に立つと両手を広げて大きく胸を出した。曙は若瀬川の胸をめがけて頭から思い切りぶちかますと若瀬川は仰向けにひっくり返り、腰を痛めて病院に運ばれる羽目になった。初土俵からわずか1年で幕内力士を「病院送り」にした曙はこの場所6勝1敗、翌場所は早くも幕下に昇進した。ちなみに若瀬川は7日目まで休場、翌日から出場したがわずか1勝しかできず、遂に三役の座を手中にすることはなかった。
2mを超える体格を生かす技術を身に付けるために、東関は積極的に出稽古させた。出稽古先では佐渡ヶ嶽（第53代横綱琴櫻）から「小さい力士相手には、鶏を追うようにいけ」と指導を受けた。そうした努力と指導によって、小兵相手でも苦にしない、長いリーチからの伸びのある強烈な突き押しが生まれた。

#### 十両昇進から横綱昇進まで
1990年3月場所新十両。同年9月場所若花田（のち若乃花）、大翔山、貴闘力とともに新入幕。ちなみに一文字四股名の新入幕力士は1916年5月場所新入幕の明 虎吉（あきらか とらきち）以来74年ぶりであった。また1993年3月場所には、1915年6月場所の鳳 谷五郎以来、実に78年ぶりの一文字四股名の新横綱となった。新入幕の頃には既に内心で大相撲に対する使命感を持っていたとのことであり、これについては「僕らの場合は8勝、勝ち越しなんかじゃ許されない。10番くらい勝って、ようやく『まぁまぁよかった、合格点』みたいな感じだったわけです。それくらい、周囲の期待はものすごいものがある。でも、それに応えて、それでも満足できない僕らがいたんですよ」と引退後のインタビューで述懐している。また、当時前頭筆頭の地位だった1991年7月場所初日では、体重が200Kg以上の巨漢横綱だった大乃国を、曙自ら立合いから一撃で大乃国を押し倒し、土俵の外へ一気に吹っ飛ばした事もあった。なお、同場所で復活を懸けた横綱大乃国は、この一番で調子を狂わせたのか8日目で4勝4敗の成績不振により、この1991年7月場所限りで現役引退となっている。
1992年5月場所千秋楽では、最後まで優勝争いに加わっていた当時前頭7枚目の若花田を一気に押し倒して、幕内初優勝を果たした。これで直近3場所の成績が、全て三役の地位で13勝（優勝次点）-8勝-13勝（優勝）で合計34勝11敗、大関昇進の目安とされる「三役で3場所合計33勝以上」の成績を挙げる。ただし「2場所前の8勝7敗が物足りない」という意見が一部出ていたものの、当時横綱は5月場所直前で北勝海が引退して空位、大関も小錦と霧島の二人しかいなかった事情もあって、満場一致で曙の大関昇進が決まった。昇進伝達式では「大関の地位を汚さぬよう、けいこに精進します」と口上を述べた。
しかし期待された新大関の翌1992年7月場所直前、直前のヨーロッパ巡業による時差ボケや遠征の疲労の影響か、稽古中に足の小指を骨折してしまった。曙本人は強行出場を直訴したものの師匠を初め周囲の大反対の意見を受け、医師からも「ここで無理すれば、完治までに3か月かかる。安静にしていれば1か月で治る」と説明されたことで、初土俵以来初の無念の全休に。いきなり大関角番となった次の同年9月場所は、9日目で3勝6敗と黒星が先行。あわや大関2場所目で関脇陥落の大ピンチだったが、そこから切り抜け終盤6連勝、9勝6敗となんとか勝ち越した。とはいえ本人にとってこの場所の不甲斐なさは相当であったようであり、場所後は「吐くまで飲んだ」と伝わる。そして1992年11月場所では14勝1敗と2度目の優勝。11月場所後の横綱審議委員会では「曙の風格、実績はまだ十分ではない気がする」「成績、内容ともハイレベルな横綱を作ろう」との意見が出て横綱昇進には厳しい条件が付きつけられたが、翌1993年1月場所も、11日目で平幕相手に2敗を喫した時点で一度は横綱昇進は「破談」とされたが、千秋楽結びの一番では大関昇進を賭けていた関脇の貴花田との直接対決をわずか2秒余りで圧倒し、13勝2敗で3度目の優勝。2場所連続優勝を果たしたことで1月場所後の横綱審議委員会では曙の横綱昇進が推薦され、外国出身初の横綱に昇進した。これにより1992年5月場所から1993年1月場所まで5場所（番付上は4場所）続いた横綱空位が解消された。当時の曙は「すんなり昇進できた」と認識していた一方で、貴花田の大関昇進についてかなり厳しい見方があったことが伏線になっていたと振り返っている。横綱昇進伝達式では「横綱の地位を汚さぬよう、けいこに精進します」と口上を述べた。

#### 横綱 - 現役引退
横綱土俵入りは雲龍型を選択、東関部屋と同じ高砂一門である九重親方（第58代横綱千代の富士）が土俵入りの指導を行った。新横綱の1993年3月場所は10勝5敗に終わり、横綱2場所目の同年5月場所は千秋楽結びの一番、大関貴ノ花と13勝1敗同士の相星決戦で惜しくも敗北。それでも横綱3場所目の同年7月場所から11月場所まで、幕内優勝3連覇を達成。さらに同1993年は、自身初の年間最多勝を獲得。その後も1994年11月場所に至る迄11場所の間一人横綱を維持。1994年3月場所では12勝3敗同士で新大関貴ノ浪、平幕貴闘力との優勝決定戦三つ巴で連勝して優勝、混戦を制した。
1994年5月場所前、巡業中に武双山との稽古中に左膝を痛めるも、一人横綱の責任感から同5月場所を強行出場。さらに5月場所9日目の小城錦戦で右膝も故障するが、10日目まで曙ただ一人10連勝していた。しかし11日目、当時前頭筆頭の貴闘力に土俵際の引き落としに敗れて金星配給しついに初黒星。翌12日目、前日の貴闘力戦で両膝のケガが悪化したため突如途中休場、横綱不在となってしまう。場所後両膝を手術したがその回復が遅れ、同年7月場所、9月場所は共に全休。11月場所で3場所ぶりに復帰し10勝5敗に留まるも、同場所千秋楽結びの一番の当時大関貴乃花との取組は、今後も大相撲史に語り継がれる歴史的な大熱戦となった。曙は惜しくも貴乃花に土俵際での上手投げに敗れたが、福岡国際センターの館内は大拍手が鳴り止まなかった。また貴乃花はこれで大関で2場所連続全勝（30連勝）を達成し場所後横綱昇進を決め、翌1995年1月場所からは曙、貴乃花と同期生同士の二人横綱となった。
なお、曙の横綱土俵入りは四股の足がほとんど上がらず、この点では貴乃花と比べて見劣りがした（しかし、四股は古来足を高く上げるものではなく、玉錦以前の四股に戻ったとも言え、本質的な問題ではない。むしろ足を高く上げ土の付いた足の裏を客に見せるのは不浄であるとするのが従来的な概念）。また、土俵中央最後の左の四股の前に横に出す手は右手だが、1993年9月場所、横綱4場所目を迎えた曙はなぜか土俵入りの際、左手を上げて左の四股を踏んだ（これは初日から4日目まで続いた）。しかしたくましい上半身が引き立つせり上がりは非常に迫力があり、NHKの大相撲中継でも度々アップで映し出された。いかつい顔もせり上がりで正面を睨むこの時ばかりは映え、総じて魅力ある土俵入りを見せたといえる。1998年2月に行われた長野冬季オリンピックでは、東横綱の貴乃花が直前の同年1月場所中体調不良で途中休場となったため、欠席した貴乃花の代役として西横綱の曙が開会式のときに横綱土俵入りを演じた。
1994年5月に両膝を故障した後は若貴らの活躍や、同じハワイ出身で後輩の武蔵丸の台頭もあって優勝間隔が空くことが多くなり、2001年1月場所の引退までのおよそ6年間で幕内優勝は4回に留まった。特に1997年5月場所の優勝以降3年間は個人後援会が結婚に反対した末解散し、2000年には第2子が生まれたが、後援者が去って行き私生活でも苦境に立たされていた中での出来事であった。後援会解散以降は資金難に苦しめられ、年寄名跡を取得できなかった。それでも2000年7月場所は初日から13連勝を決めて（成績は13勝2敗）、19場所ぶり10回目の幕内優勝を達成し復活を果たしたが、自身はこれで満足出来たため引退する事を考えたという。しかしその後「もう少しだけ頑張ってみよう」と思い直し、翌9月場所は終盤まで優勝を争い優勝次点に留まったが、千秋楽結びの一番で14戦全勝だった第67代横綱武蔵丸に唯一の黒星をつけ先輩横綱の意地をみせる。次の同年11月場所は、3横綱5大関が全員千秋楽まで皆勤し、さらに8力士全て9勝以上の勝ち越しというハイレベルの中、曙は14勝1敗の成績で2場所ぶり合計11回目の優勝を果たしたが、これが結果的に曙自身最後の幕内優勝となる。その2000年は1993年以来7年ぶりに6場所無欠場皆勤、かつ2度目となる年間最多勝も獲得している。
翌2001年の1月場所は、持病となった両膝のケガの悪化により全休。その1月場所終了直後の2001年1月22日、両膝の回復がこれ以上見込めないなどの理由により、突如現役引退を表明する。引退については1月場所12日目の夜、東関と話し合い、東関親方は「もう1度頑張ってみろ」と慰留したが、曙から返事はなかったという。「2人きりの部屋で、黙ったまま長い間見詰め合った。ああ終わりだなと思った」と東関は引退の際に語った。「2年前の引退ピンチの時も励まして、再起させた。今度も昨年は2度も優勝しているし、励ませば大丈夫と思っていた。でも、ひざの状態は限界を超えていた」と東関も限界を認めるしかなかった。時津風理事長は「言葉や生活習慣の違うところに飛び込み、精進して横綱に上り詰めたのは立派」とねぎらった上で「この世界では、引退はいつも背中合わせ。曙は新しい世紀の場所で、貴乃花のあのような土俵を見届けて、心安らかになれたでしょう」と心情を思いやった。2横綱時代となるが「武蔵丸はまだ元気。貴乃花も復活。5大関もこのままではない。若い力も台頭して、これからいい展開になると思う」と安泰ぶりを強調していた。引退会見での曙は「8〜10勝の平凡な勝ち越しなら出来るが、もう優勝争いは不可能」「横綱として足を引きずった惨めな姿で土俵に上がりたくない」と決意したという。印象に残った本場所として初優勝の場所と2000年の2度の復活優勝の場所を挙げた。また、後年になって両膝の怪我の原因が腰にあったことを明かしている（曙の背骨は普通の人間より一つ多く、その背骨の摩擦が膝まで来ていた）。ロイター通信は「DAWN（夜明け）を意味するアケボノは、コニシキ以上の品格を備えていたため、タブーとされた外国生まれのグランドチャンピオン（横綱）になれた。スポーツに秀でるだけでなく、ウルトラ閉鎖的な相撲の世界にも適応したキャリアを終えた」と報じ、AP通信は「ハワイ生まれで、相撲の最初の外国生まれの横綱が引退した。横綱昇進時には多くの日本人から、横綱は日本人じゃなきゃ、と反対された。多くの逆風も無言でしのいだが、ついに輝かしいキャリアに幕を下ろした」と紹介した。
元横綱曙の引退相撲は、2001年9月場所後に行われた。横綱最後の土俵入りには、同期のライバルだった横綱貴乃花が右膝の手術後長期療養中により参加せず、太刀持ちは横綱武蔵丸、露払いは武蔵丸と同じ武蔵川部屋で当時大関の武双山がそれぞれ務めた。なお曙の断髪式には貴乃花も出席し、ほか武蔵丸や小錦らが鋏を入れていた。引退後、若乃花、貴乃花とともに相撲人気を高めた貢献者として、日本相撲協会から功労金1億円が贈られた。礼儀正しさや謙虚な態度は「日本人以上に日本人らしい」と評され、部屋や一門の別なく下位の若手に積極的に稽古をつける第一人者としての責務を真面目に果たしたことなど、親方衆、力士からの評価はとても高かった。当時の横綱審議委員であった内館牧子も「礼儀正しさに感激しました。帰り際にもドアの前できちんとお辞儀をし、いつも曙の悪口を言ってる私自身が恥ずかしくなる程でした」と賞賛の意を述べている。

### 取り口、体型など
長身を活かした突き押しが特徴で、立合いの際にはリーチの長さを生かすために、仕切り線から下がって始めることが多かった。その一方で足が長い体型（平幕時代に発行された相撲に関する書籍の力士紹介でヨネスケに「投げや足技を食らうと長い足のせいで無様に負けてしまう」「上半身がアンコで下半身がソップ」と評されたこともあった）から下半身が脆いという、致命的な弱点を持ち合わせていた。手足の長さから重心が高く、半月板損傷などで足の故障が多かった。特に舞の海など、小兵の力士に懐に潜り込まれ足を取られると容易にバランスを崩され、何もできずにあっさり負けてしまうことも目立った。例として、1991年11月場所で舞の海に三所攻めで負けた一番はその好例である（ただしこの時の決まり手は取り組み序盤から再三内掛けで攻め立てていたため「内掛け」が取られた）。
横綱昇進時の体重は212キロあり、このときすでに「重すぎる」「190キロ以上では故障にもつながる。ベスト体重を保つのも横綱の務めだ。」と指摘されている。横綱昇進からしばらくするとアンコが顕著化した影響で膝が悪化したため、突き押しの他に諸手突きから右四つに組む相撲も使用して慎重な相撲を心掛けるようになった。
膝の状態は31歳の時点で変形性膝関節症の悪化で老人並の状態であった。10歳の時には既にアメリカンフットボールでの負傷で半月板を損傷して手術し、中学・高校時代も痛みに耐えていた。アメリカで車を運転していた時も障害者用のステッカーを貼っていたほどであった。新弟子時代も痛みはあって、入門当時から膝にサポーターをつけて稽古をしていた。現役末期には膝の激痛を抑えるための痛み止めで心臓が苦しくなるほど負担が掛かっていた。

### 記録など
- 幕内最高優勝の通算回数は11回で、10回以上優勝したことのある横綱の中で唯一全勝優勝が無かった。1993年9月場所千秋楽では貴乃花に全勝優勝を阻まれた。優勝決定戦には7回出場（4回優勝）。2人の決定戦（1993年11月場所、1997年5月場所、1999年7月場所）、3人の決定戦（1993年7月場所、1994年3月場所）、4人の決定戦（1997年3月場所）、5人の決定戦（1996年11月場所）全てに出場という珍記録の持ち主でもある（さらに、これらの決定戦の出場力士は、結果的に、全員が幕内最高優勝の経験者となった=注釈参照。出島は曙との決定戦勝利が唯一の優勝、貴ノ浪、魁皇、貴闘力も、これ以降に優勝経験あり=）。
- また幕内で10回以上対戦して負け越している力士が一人もおらず、どのような力士に対しても実力を発揮できたことが窺える。なお貴乃花とは21勝21敗、出島には6勝6敗の五分であった（ただし出島とは優勝決定戦を含めると6勝7敗と負け越しており、一時は決定戦を含め6連敗したこともある[注釈 3]）。混戦にも強い傾向があり、3人以上の優勝決定戦出場は史上最多の4回を記録し、その内2回において優勝を果たしている。曙が幕内で負け越して対戦が終わった力士としては大乃国、琴ヶ梅、大翔山などがおり、大翔山との対戦成績は4勝5敗だった。
- 同期の若乃花、貴乃花の最大のライバルとして1990年代初期から後期まで名勝負を演じる。特に22回の幕内優勝を成し遂げ、「平成の大横綱」と呼ばれた貴乃花とは一時代を築き上げ「曙貴（あけたか）時代」とも言われた。先述の通り貴乃花との幕内での対戦成績は21勝21敗、優勝決定戦まで含めた本場所中の対戦成績は25勝25敗と全くの五分であった。若乃花との対戦成績ももほぼ互角で、18勝17敗（この他に優勝決定戦で1勝している）と僅か1勝の差で勝ち越して対戦が終わった。
- 初土俵（序ノ口）から一度も負け越しと休場を経験せずに関脇まで昇進するという偉業を成し遂げている。1991年3月場所に達成した初土俵からの連続勝ち越し18場所は歴代1位の長さであり、記録達成から20年以上経っても破られていない[注釈 4]。皆勤出場して負け越したのは1991年5月場所と同年9月場所の2度しかなく、その両場所とも勝ち越しまで後一歩及ばなかった7勝8敗という成績だった。
  - それにもかかわらず、曙は十両以下では優勝経験が皆無だった。しかし、一時代を築いた横綱としては決して珍しいことではなく、過去には玉錦、双葉山、栃錦、北の湖も十両以下での優勝が皆無だった。

## キックボクシング
現役引退後は曙親方として東関部屋で後輩の指導をしていたが、東関親方との関係や将来設計、日本相撲協会の体制ややり方に不安を抱き（金に関する甘さとして、貴乃花に勝った際に受けた懸賞の束を曙が道端のホームレスに同情して差し出したエピソードが残っており、経営者として不適格である面が退職に繋がったという見解も為される）、2003年11月5日、日本相撲協会に退職願を提出し受理され、翌11月6日に記者会見を開き格闘技K-1参戦が発表された。
後年の週刊誌筋によると、協会の規約上協会を退職した後の行動まで制限したり身柄を束縛したりはできなかったため警戒するのは引き留めであり、無事締結にこぎつけられたら「早急に曙の身柄を確保して、外部との接触を遮断する以外の方法はない」と谷川は考えた。即ち曙の退職劇として「夜逃げ」が敢行された。
2003年12月31日、デビュー戦となった「K-1 PREMIUM 2003 Dynamite!!」（ナゴヤドーム）でボブ・サップと対戦、1ラウンドKO負け。なお、曙がうつ伏せになって倒れているシーンの視聴率は紅白歌合戦を上回った。
2004年3月27日、「K-1 WORLD GP 2004 in SAITAMA」（さいたまスーパーアリーナ）で武蔵と対戦、プッシングでスリップダウンした武蔵に対しレフェリーの制止を振り切り攻撃し続けたため、反則をカウントされるなどして判定負けを喫した。
2004年7月17日、「アジアGPトーナメント」（韓国）で中国の張慶軍（チャン・チンジュン）と対戦するも、手数が出ず延長の末判定負けとなった。
2004年8月15日、「K-1 WORLD GP 2004 in LAS VEGAS」（ラスベガス）で行われた世界最終予選でリック・ルーファスと対戦。プッシングの反則で減点を受け、0-3の判定負け。
2004年9月25日、「K-1 WORLD GP 2004 in TOKYO 開幕戦」（日本武道館）でレミー・ボンヤスキーと対戦。3Rに右ハイキックで失神KO負け。
2005年3月19日、「K-1 WORLD GP 2005 in SEOUL」（韓国）の準々決勝で角田信朗と対戦し、判定で悲願の初勝利を挙げた。しかし準決勝でチェ・ホンマンと対戦し、KO負け。
2005年7月29日、「K-1 WORLD GP 2005 in HAWAII」でチェ・ホンマンと再戦したが1R2分52秒TKO負け。
2006年7月30日、チェ・ホンマンと3度目の試合を行い、2R57秒KO負け。
2008年8月9日、K-1 WORLD GP 2008 IN HAWAIIの大会プロモーターを務めた。
2015年12月31日、RIZIN FIGHTING WORLD GRAND-PRIX 2015 さいたま3DAYSでボブ・サップと再戦し、判定負け。
| キックボクシング 戦績 | キックボクシング 戦績 | キックボクシング 戦績 | キックボクシング 戦績 | キックボクシング 戦績 | キックボクシング 戦績 | キックボクシング 戦績 |
| --------------------- | --------------------- | --------------------- | --------------------- | --------------------- | --------------------- | --------------------- |
| 10 試合               | (T)KO                 | 判定                  | その他                | 引き分け              | 無効試合              |                       |
| 1 勝                  | 0                     | 1                     | 0                     | 0                     | 0                     |                       |
| 9 敗                  | 5                     | 4                     | 0                     | 0                     | 0                     |                       |

| 勝敗 | 対戦相手                     | 試合結果                   | 大会名                                                                             | 開催年月日     |
| ×    | ボブ・サップ                 | 2R 0:47 負傷判定0-3        | RIZIN FIGHTING WORLD GRAND-PRIX 2015 さいたま3DAYS 【シュートボクシングルール】    | 2015年12月31日 |
| ×    | チェ・ホンマン               | 2R 0:57 KO（パンチ連打）   | K-1 REVENGE 2006 K-1 WORLD GP 2006 in SAPPORO ～アンディ・フグ七回忌追悼イベント～ | 2006年7月30日  |
| ×    | チェ・ホンマン               | 1R 2:52 TKO（パンチ連打）  | FieLDS K-1 WORLD GP 2005 in HAWAII                                                 | 2005年7月29日  |
| ×    | チェ・ホンマン               | 1R 0:42 TKO（タオル投入）  | K-1 WORLD GP 2005 in SEOUL 【ASIA GP 準決勝】                                      | 2005年3月19日  |
| ○    | 角田信朗                     | 3R終了 判定3-0             | K-1 WORLD GP 2005 in SEOUL 【ASIA GP 1回戦】                                       | 2005年3月19日  |
| ×    | レミー・ボンヤスキー         | 3R 0:33 KO（右ハイキック） | K-1 WORLD GP 2004 in TOKYO 開幕戦                                                  | 2004年9月25日  |
| ×    | リック・ルーファス           | 3R終了 判定0-3             | K-1 WORLD GP 2004 in Las Vegas                                                     | 2004年8月7日   |
| ×    | 張慶軍（チャン・チンジュン） | 延長R終了 判定0-3          | K-1 WORLD GP 2004 in SEOUL 【ASIA GP 1回戦】                                       | 2004年7月17日  |
| ×    | 武蔵                         | 3R終了 判定0-3             | K-1 WORLD GP 2004 in SAITAMA                                                       | 2004年3月27日  |
| ×    | ボブ・サップ                 | 1R 2:58 KO                 | K-1 PREMIUM 2003 Dynamite!!                                                        | 2003年12月31日 |

## 総合格闘技
2004年12月31日、「K-1 PREMIUM 2004 Dynamite!!」でホイス・グレイシーと初の総合格闘技ルールで対戦。ホイスとの体重差は実に138kgであったが、オモプラッタからリストロックを極められ、1Rでタップアウト負け。
2005年12月31日、「K-1 PREMIUM 2005 Dynamite!!」でボビー・オロゴンと総合格闘技ルールで対戦し判定負け。
2006年5月3日、HERO'Sに参戦しドン・フライと対戦し、2R3分50秒フロントチョークで一本負け。2006年12月31日、4度目の大晦日格闘技参戦となった「K-1 PREMIUM 2006 Dynamite!!」でジャイアント・シルバと総合格闘技ルールで対戦。1R1分2秒チキンウィングアームロックで一本負け。
| 総合格闘技 戦績 | 総合格闘技 戦績 | 総合格闘技 戦績 | 総合格闘技 戦績 | 総合格闘技 戦績 | 総合格闘技 戦績 | 総合格闘技 戦績 |
| --------------- | --------------- | --------------- | --------------- | --------------- | --------------- | --------------- |
| 4 試合          | (T)KO           | 一本            | 判定            | その他          | 引き分け        | 無効試合        |
| 0 勝            | 0               | 0               | 0               | 0               | 0               | 0               |
| 4 敗            | 0               | 3               | 1               | 0               | 0               | 0               |

| 勝敗 | 対戦相手             | 試合結果                           | 大会名                                                 | 開催年月日     |
| ×    | ジャイアント・シルバ | 1R 1:02 チキンウィングアームロック | K-1 PREMIUM 2006 Dynamite!!                            | 2006年12月31日 |
| ×    | ドン・フライ         | 2R 3:50 フロントチョーク           | HERO'S 2006 ミドル級世界最強王者決定トーナメント開幕戦 | 2006年5月3日   |
| ×    | ボビー・オロゴン     | 5分3R終了 判定0-3                  | K-1 PREMIUM 2005 Dynamite!!                            | 2005年12月31日 |
| ×    | ホイス・グレイシー   | 1R 2:13 リストロック               | K-1 PREMIUM 2004 Dynamite!!                            | 2004年12月31日 |

## プロレス

### 経歴

#### フリーランス
2005年のプロレス参入後、2013年8月まで、個人事務所「曙道（旧：チーム・ヨコヅナ）」所属のフリーランス・レスラーとして、全日本プロレスやハッスルなどをはじめ様々な団体、興行に参加した。
| 年月日         | 参戦先         | 内容 |
| -------------- | -------------- | --- |
| 2005年2月5日   | WWE            | アメリカの団体WWEの「スマックダウン」さいたまスーパーアリーナ大会「ROAD TO WRESTLEMANIA 21 JAPAN TOUR」にて、ビッグ・ショーが曙を「日本のビッグ・ショーだ」と発言し、リングへ招かれる。 |
| 2005年3月29日  | WWE            | 「スマックダウン」テキサス州ヒューストン大会で特別エキシビジョン・マッチとしてエディ・ベガスと「スモウ・マッチ」を行い、秒殺勝利（エキシビジョン・マッチであるため非公式試合で、これが正式デビュー戦ではない）。続く4月3日、ロサンゼルスで行われた「レッスルマニア21」でビッグ・ショーと「スモウ・マッチ」を行い、勝利。 |
| 2005年7月2日   | WWE            | さいたまスーパーアリーナで行われたWWEのハウス・ショー「WWEスーパーショー」で、ビッグ・ショーとのコンビでカリート&マット・モーガン組と対戦しプロレス正式デビュー戦を行い、勝利した。 |
| 2005年8月4日   | 旧W-1          | 「ファンタジーファイトWRESTLE-1」に参戦し、グレート・ムタと対戦、ムーンサルトプレスで敗れた。 |
| 2005年8月9日   | 全日本         | 武藤敬司をプロレスの師匠と仰ぎ、全日本プロレスに参戦することを発表。以後全日本を「武藤部屋」と呼び始める。9月2日、全日本プロレスの地方巡業にも全試合帯同、参戦することを武藤に直訴。 |
| 2005年10月2日  | W-1 GP         | 「WRESTLE-1 GP 2005」にて三沢光晴とタッグで対戦（パートナーは曙がスコーピオ、三沢が小川良成）。 |
| 2005年11月19日 | 全日本         | 全日本プロレス代々木大会で、悪の化身「グレート・ボノ」として登場することを予告し、グレート・ムタ対グレート・ルタの試合の途中にグレート・ボノ姿で登場、VOODOO-MURDERSに襲撃されていたムタを救出した。 |
| 2005年11〜12月 | 全日本         | 「世界最強タッグ決定リーグ戦」に武藤とタッグチーム「武藤部屋」を組んで初出場し、準優勝。 |
| 2005年12月     |                | 2005年度の東京スポーツ主催のプロレス大賞で「最優秀タッグ賞」＆「新人賞」を受賞した。 |
| 2006年1月4日   | 新日本         | 新日本プロレスに参戦し、東京ドーム大会で吉江豊とタッグを結成。 |
| 2006年1月22日  | ノア           | 日本武道館大会に参戦し、角界時代の同期力皇猛とタッグを結成。兄弟子でもある泉田純至に勝利（泉田のパートナーは小橋建太）。 |
| 2006年3月      | 新日本         | 新日本プロレス両国国技館大会でブロック・レスナーの保持するIWGPヘビー級王座に挑戦したが、敗北。 |
| 2006年8月      | 新日本         | 新日本横浜大会に、4代目タイガーマスクのタッグパートナーとして「ボノ・タイガー」なる巨漢の覆面レスラーが登場し、邪道・外道組と対戦した。試合中にマスクを剥がされると曙に瓜二つの素顔が現れたが、ボノ・タイガー、タイガーマスクの両名とも曙とは赤の他人であり、佐山聡の門下生のガス会社社員と主張している。                |
| 2007年2月17日  | 全日本         | 武藤の呼掛けに応じ約1年振りに全日本プロレスへ参戦。大鷲透と組み、元WWEのスモー・リキシおよびジョニー・ダンと対戦した。試合は曙が64でダンを沈めて横綱の貫禄を示した。 |
| 2007年8月      | 新日本         | 新日本の「G1 CLIMAX」に初参戦。2勝2敗1分の成績に終わり、決勝進出はならなかったが、天山広吉と真壁刀義に勝利した。 |
| 2007年8月18日  | ハッスル       | 曙ソックリの「モンスター・ボノ」なるレスラーがハッスルに登場。 |
| 2007年12月31日 | ハッスル       | ハッスル大晦日大会に参戦し、グレート・ムタらとコンビを組んだ（なお、曙は大晦日の格闘技イベントには出場せず）。 |
| 2008年3月23日  | ZERO1          | ZERO1-MAX（のちのプロレスリングZERO1）の奉納プロレス（靖国神社相撲場大会）に参戦し、6人タッグマッチに出場。大相撲時代に行った奉納相撲（2000年3月）以来8年振りの靖国神社「凱旋」であった。 |
| 2008年9月21日  | DG             | DRAGON GATEに初参戦。 |
| 2008年11月3日  | 全日本         | 全日本プロレスに入団した浜亮太（元幕下・北勝嵐）のデビュー戦の相手となり、シングルで対戦して勝利。11月16日、日本のプロレス団体として22年振りとなった全日本プロレス主催の台湾興行に参戦した。 |
| 2008年12月     | DG             | DRAGON GATEの興行で、ストーカー市川と対戦。 |
| 2008年12月     | ハッスル       | ハッスルの興行では、モンスター軍を離れ、「もうモンスターは名乗らないよ。モンスター・ボノやめた。今日からボノちゃんに名前、変えた」と発言し「ボノちゃん」に改名。3月17日にボノちゃんが川田利明とシングルで対戦した。 |
| 2009年1月      | ハッスル       | ハッスル興行において、ボノちゃんがハッスル軍主将に就任するとともに「ボノくん」に改名。イメージカラーを紫から緑へと変更。 |
| 2009年4月      | DG             | DRAGON GATEの名古屋テレピアホール2連戦に参戦。5月5日、オープン・ザ・ドリームゲート王座に挑戦するが王者土井成樹に敗北。 |
| 2009年7月19日  | DG             | DRAGON GATE興行にて、望月成晃&ドン・フジイと組んで、オープン・ザ・トライアングル・ゲート王座に挑戦するが敗北。 |
| 2009年7月26日  | ハッスル       | ボノくんは覚醒し、ついにグレート・ボノとなる。ちなみに2005年に登場したグレート・ボノとは別個体である。その後グレート・ムタを探しに魔界へと旅に出た。 |
| 2009年8月      | ZERO1          | ZERO1主催の夏の祭典、火祭りに参戦。勝ち点5を獲得し曙が属していたブロック4人が勝ち点5で並ぶ大混戦になり8月8日に4WAYマッチが行われるも、あと1歩のところで決勝進出はならなかった。 |
| 2009年9月23日  | 全日本         | 全日本プロレス後楽園ホール大会にて浜亮太とタッグを組み、鈴木みのる＆NOSAWA論外組を破り、第82代アジアタッグ王座の栄冠を勝ち取る。これが、曙にとってプロレスでの初戴冠である。 |
| 2009年10月14日 | DG             | DRAGON GATE後楽園ホール大会にて、B×Bハルク、吉野正人、PAC組を破り、第25代オープン・ザ・トライアングル・ゲート王者を奪取。 |
| 2009年12月     | ZERO1          | ZERO1主催のタッグリーグ戦、第1回風林火山で大谷晋二郎とのタッグで出場し、優勝する。 |
| 2010年1月27日  | ZERO1          | ZERO1興行にて、大谷晋二郎と組んでNWAインターコンチネンタルタッグ王座に挑み、王者の日高郁人＆澤宗紀組を破り第24代王者となった。アジアタッグ王座・オープン・ザ・トライアングル・ゲート王座と団体を越えて3冠を制し、統一王座を除くと、国内で活躍するレスラーでは武藤敬司以来7年11ヶ月ぶりのタイトル3冠王者となった。        |
| 2010年3月2日   | ZERO1          | ZERO1後楽園ホール大会でKAMIKAZEを破り、世界ヘビー級王座を獲得した。プロレスにおける初のシングル王座の獲得となる。 |
| 2010年5月16日  | ZERO1          | ZERO1興行にて、ダブルタイトルマッチで関本大介を破りNWAプレミアムヘビー級王座を奪取。直後に藤田峰雄や菅原拓也のヒールユニットに加入。 |
| 2010年7月4日   | 全日本         | 全日本プロレス大阪府立体育会館第一競技場大会にて太陽ケアとタッグを組み、諏訪魔＆浜亮太組を破り、第57代世界タッグ王座を奪取。 |
| 2012年8月26日  | 超花火プロレス | 横浜文化体育館大会『横浜大花火プロレス』にて大仁田厚と「ノーロープ有刺鉄線バリケードマットダブルヘル・メガトン電流爆破デスマッチ」を行い、曙が2度、大仁田が1度、両者共に2度、計5度の爆発の末に曙が勝利した。 |
| 2013年1月4日   | 新日本         | 新日本プロレス東京ドーム大会に出場。8人タッグながら、9年振りにボブ・サップとの対戦が実現。 |
| 2013年9月1日   | 全日本         | 2013年9月1日付で全日本プロレスに入団、同団体所属選手となる。 |

#### 全日本プロレス
2013年9月、全日本プロレス正式入団後初の大会となる「王道トーナメント」に出場。1回戦で優勝候補の秋山準と対戦し、新必殺技のパイルドライバーで勝利。決勝戦まで勝ち進み、対戦相手の潮崎豪にも勝利し、第1回王道トーナメント優勝を果たし初の三冠ヘビー級王者にもなる。2014年4月22日に肺炎のため入院し、その後も体調が戻らず5月30日に王座を返上した。7月27日、8月16日の後楽園ホール大会で復帰することと、全日本プロレス運営会社の取締役に就任することが明らかになった。2015年4月25日、2015チャンピオン・カーニバルで諏訪魔を破り、初優勝した。
2015年11月2日付で退団し取締役も辞任。

#### 王道
2015年12月4日、株式会社「王道」の発足を発表。自らのマネジメント事務所、並びにプロレスラーとしての所属団体。ジャイアント馬場夫人である馬場元子からの支援から「王道」を譲り受けた。また個人事務所を馬場の自宅に構えるなど異例となった。
2016年4月20日、後楽園ホールにてプロレス興行「王道 THE BEGINNING」を開催。
2017年4月11日、福岡県大牟田市で行われた高山善廣&入江茂弘&相島勇人対曙&HARASHIMA&ヤス・ウラノ戦後に体調の異変を訴え、救急搬送された。右脚蜂窩織炎と感染症もあってさらに心臓に負担がかかり、心身の不調が続いた状態。当初は10日で退院できる予定であった入院が長期化し、一時は家族が曙の死を覚悟するほどであったが、同年10月からリハビリを始めることになった。1日1時間、足や手を動かすことから始め、軽いダンベルを使って筋力をつけ、小さなボールを握って握力をつけ、入院から1年近くが経過した時点では入院生活は続けているものの、10m程度なら自力で車いすを動かせるようになった。210kg前後だった体重は150kgになった。
2018年9月下旬の時点では、緊急搬送されてから37分間の心停止に見舞われたため重度の記憶障害が後遺症として残り、会話もおぼつかず、食事も着替えもままならない状態であった。足腰は骨が浮くほど細くなり、その後は特殊な歩行器でリハビリの訓練を行っていた。しかし、花田虎上が見舞いに来ると現役当時の記憶がよみがえり、終始笑顔で花田と話をしていた。曙は若い頃にプライベートで花田虎上を飲みに誘ったのにすっぽかされたが、花田虎上は「遊びに行くと勝負に情が入ってしまうから」と、敢えてすっぽかしたということをこの時はじめて明かしていた。また同年秋頃に横綱時代の番記者が見舞いに来るとしっかりと覚えていたなど、殊に大相撲時代の記憶は鮮明であった。10月23日に山田邦子がオフィシャルブログで証言したところによると、普通に喋ってはいたが直近5年の記憶を失っていたままだったという。
2019年12月、41歳の若さで亡くなった東関親方（元幕内・潮丸、曙の付け人をつとめた）の弔問に葛飾区の東関部屋へ訪れた。

## 死去
2024年（令和6年）4月6日に心不全のため東京都内の病院で死去した。54歳没。訃報は海外でも故郷ハワイの各メディアを始め、ニューヨーク・タイムズやBBCなどでも速報として伝えた。元横綱・若乃花の花田虎上は「切磋琢磨してライバルとして戦ってきた分愛情が深く　言葉で言い表せないものがあります」とコメントしている。また元横綱・貴乃花は「ハワイ諸島から来日し今日に至るまで日本の文化を感じて幾多の苦労があったかと思います。ハワイ巡業の際には地元ご家族も来ており、穏和な挨拶を交わしたことは新しい記憶のように思い出しています。百折不撓の人生観だったと思いますが、これからは身を楽にして安らかに」とコメントした。生前の「明るく送り出してほしい」という遺言に従い葬儀はハワイ式で行われた。

## タイトル歴
全日本プロレス
- 第47、52代三冠ヘビー級王座
- 第57、69代世界タッグ王座（パートナーは太陽ケア→吉江豊）
- 第82、88代アジアタッグ王座（パートナーは共に浜亮太）
- 新春バトルロイヤル優勝（2010年、2015年）
- 王道トーナメント優勝（2013年）
- チャンピオン・カーニバル優勝（2015年）

DRAGON GATE
- 第25代オープン・ザ・トライアングルゲート王座（パートナーは望月成晃&ドン・フジイ）

DDTプロレスリング
- 第6代KO-D6人タッグ王座（パートナーは高木三四郎&大鷲透）

プロレスリングZERO1
- 第14代世界ヘビー級王座
- 第24、28、34代NWAインターコンチネンタルタッグ王座（パートナーは大谷晋二郎→関本大介→将軍岡本）
- 第2代NWAプレミアムヘビー級王座
- 風林火山優勝（2009年）（パートナーは大谷晋二郎）

プロレス大賞
- 新人賞（2005年）
- 最優秀タッグチーム賞（2005年）（パートナーは武藤敬司）
- 最優秀タッグチーム賞（2009年）（パートナーは浜亮太）

## 得意技

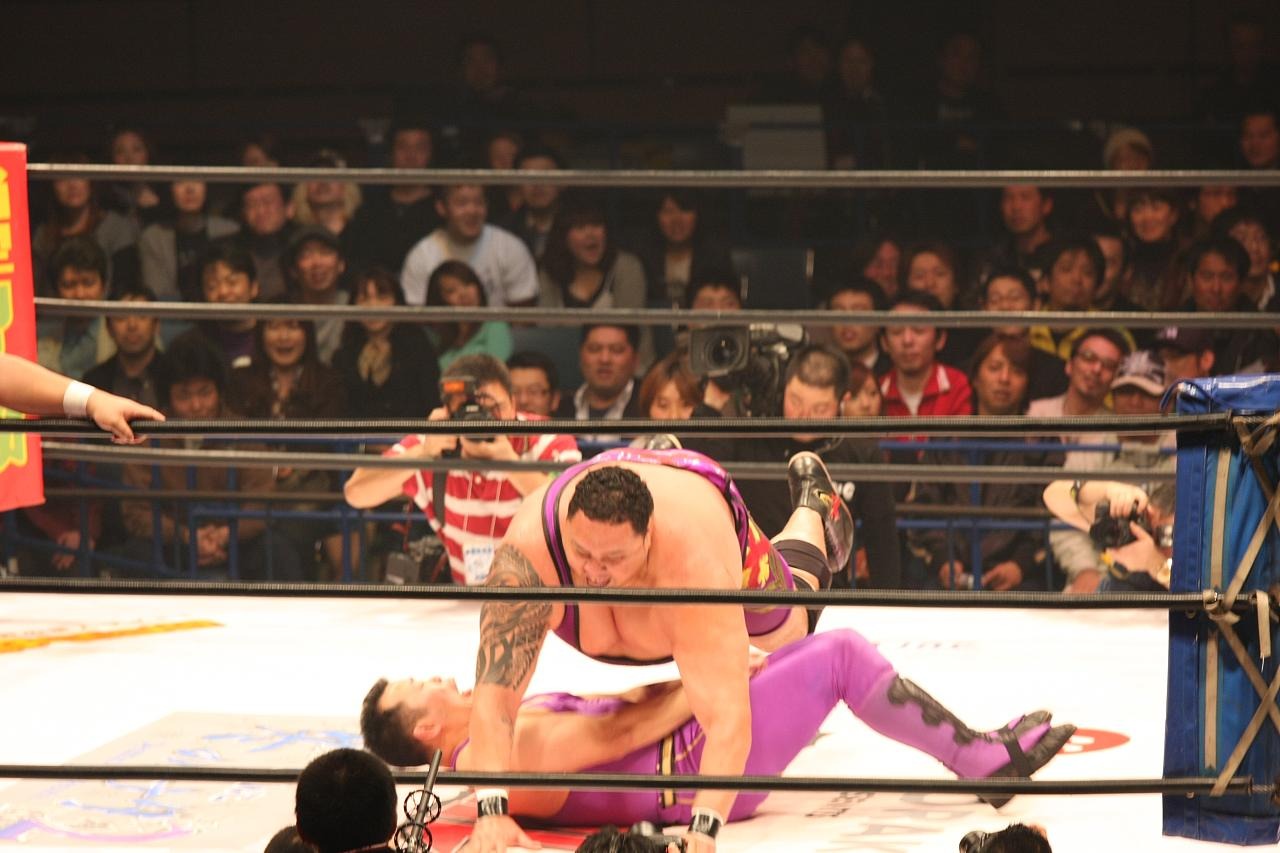
アケボノ・スプラッシュ
助走をつけて決めるランニング・ボディ・プレスをもっとも得意として決め技としても使用する。連発で決めることもある。助走なしで決めるジャンピング・ボディ・プレスも使用している。
無双
股下をクラッチして持ち上げて高角度で背面から体重を浴びせながら落とす変形ロック・ボトム。盟友力皇猛の必殺技。
M（マグニチュード）64
腰投げをしつつ倒れこみ、そのまま相手をプレスするオリジナル技。64は64代目横綱に由来する。プロレスキャリア開始初期に考案し、決め技としていた。
ヨコヅナ・インパクト
曙が使用するドリル・ア・ホール・パイルドライバーの名称。王道トーナメント1回戦で、打倒秋山準のための隠し技で、秋山を倒した技。同時にその試合が初公開となった。21世紀のプロレス界ではドリル・ア・ホール・パイルドライバーは決め技にはならないことが多いが、巨漢の曙が使用すると、その体重と落差で強力な技となった。秋山戦後のインタビューで自身で技名称を命名し、入場曲の冒頭での自身の台詞に由来する。
ヨコヅナ・ファイナル・インパクト
相手を両腕ごとホールドしてのヨコヅナ・インパクト。本人によるとヨコヅナ・インパクトが破られた時に備えて開発していた技。実際、初公開時にはヨコヅナ・インパクトを破られた後に使用している。
エルボー・ドロップ・ホールド
寝ている相手に片肘を落とす技。巨漢の曙が行うと、ボディ・プレスの要素も加わり、圧殺技となる。決め技として使用することもある。助走を付けて決めることが多いが、助走なしでも使うこともある。また、技を決めた後、そのまま相手の上に乗ったままフォールする、エルボー・ドロップ・ホールドも使用する。
アケボノ・ボンバー
いわゆるスクラップ・バスター（サイド・ウォーク・スラム）と呼ばれる技。走ってきた相手を脇に抱えてから落とす。本人の体重が加わり、この技が決まるとリングが大きく揺れる。
日本バックドロップ
変型バックドロップ。
ボノロック
変型アームロック（腕固め）。うつ伏せになった相手の手足を折りたたんで動けないようにし、相手の尻に座り込む。ミラノコレクションA.T.のパラダイスロックと同じ。
リキボノ・スプラッシュ63
力皇猛との合体技。曙の上に力皇が乗っかり、ボディ・プレスを行う。仕掛ける際に曙が拍手を打ち、土俵入りのような仕種をするのが特徴。63は2人が初土俵を踏んだ昭和63年に由来する。「こんなの食らって返せる奴なんていない」とまで言われた程の威力を誇る。
マーボー・ポリネシアン・クラッシュ
ボノちゃんが、敵を挟むように立つと強烈なのど輪を見舞い、同時にマー君ことマーク・ハントのローキックを炸裂させる。マー君は「この技を受けたら頭も内臓もマーボー豆腐になっちゃうよ」と語っている。

## 人物
2mを超える長身といかつい容貌のため、また若貴の人気が突出していたため、あるいは師匠同士の因縁のため、さらに外国人初の横綱を張ったことなどから悪役的な位置づけをされることが多かった。実際に師匠同士の因縁については本人も新弟子時代より意識しており、当時より「貴花田に負けたら部屋に戻れないだろう」と思っていた。
平幕力士として話題性が少なかった時期には、関取に昇進して以降ハワイの両親の元に送金を欠かさなかった（1991年5月場所に小錦に敗れ7勝8敗と1点の負け越しを喫し連続勝ち越しが途切れるまで、勝ち越しによって増額された分の給金を送金していた。このことは広く知られており、負けて負け越しとなる一番を元とした取組が漫画で描かれた折にも、曙をモデルとした力士がその旨を心の声として語っている）ことから「孝行息子」と評される。
当時の東関部屋の部屋頭だったことや師匠譲りのオレンジ色の廻しを締めていたこと（十両時代は水色。その後は紫や黒、茶色や緑などを使用しており、最高位が横綱の力士としては珍しく締め込みの色を度々変えていた）から「ジェシーの一番弟子」として微笑ましく見守るファンは多く、相撲部屋を扱ったテレビ番組で師匠の東関親方とともに当時の高砂親方（元小結富士錦）のもとに新年の挨拶に訪れ、お年玉をもらう姿が放映されたり好意的に扱われていた。しかし折からの「若貴ブーム」で相撲を大々的に取り上げ始めた民放スポーツ番組では、若貴に対抗するヒールとして扱うことが当時は多かった。

## 曙貴　全対戦一覧
曙貴両雄の対戦は、1990年11月場所〜2000年11月場所の61場所間に42回実現し、千秋楽結びの一番の対戦は史上1位の27回、千秋楽両者優勝圏内の対戦が10回（うち、相星決戦が5回でこれも史上1位である）あった。
千秋楽（太字）は、千秋楽結びの一番をしめす。
| 場所           | 対戦日 | 曙勝敗 (通算成績) | 貴乃花勝敗 (通算成績) | 優勝力士             | 備考                                                                |
| -------------- | ------ | ----------------- | --------------------- | -------------------- | ------------------------------------------------------------------- |
| 1990年11月場所 | 4日目  | ○(1)              | ●(0)                  | 千代の富士           | 初対戦                                                              |
| 1991年1月場所  | 8日目  | ○(2)              | ●(0)                  | 霧島                 |                                                                     |
| 1991年3月場所  | 10日目 | ●(2)              | ○(1)                  | 北勝海               |                                                                     |
| 1991年5月場所  | 8日目  | ●(2)              | ○(2)                  | 旭富士               |                                                                     |
| 1991年7月場所  | 9日目  | ●(2)              | ○(3)                  | 琴富士               |                                                                     |
| 1991年9月場所  | 8日目  | ○(3)              | ●(3)                  | 琴錦                 |                                                                     |
| 1991年11月場所 | 9日目  | ○(4)              | ●(3)                  | 小錦                 |                                                                     |
| 1992年1月場所  | 3日目  | ○(5)              | ●(3)                  | 貴乃花(1)            |                                                                     |
| 1992年3月場所  | 千秋楽 | ○(6)              | ●(3)                  | 小錦                 |                                                                     |
| 1992年5月場所  | 11日目 | ○(7)              | ●(3)                  | 曙(1)                |                                                                     |
| 1992年7月場所  | -      | -                 | -                     | 水戸泉               | 曙新大関。曙休場により対戦なし。                                    |
| 1992年9月場所  | 8日目  | ●(7)              | ○(4)                  | 貴乃花(2)            |                                                                     |
| 1992年11月場所 | 14日目 | ○(8)              | ●(4)                  | 曙(2)                |                                                                     |
| 1993年1月場所  | 千秋楽 | ○(9)              | ●(4)                  | 曙(3)                | 千秋楽曙2敗、貴乃花3敗で対戦                                        |
| 1993年3月場所  | 千秋楽 | ○(10)             | ●(4)                  | 若乃花（当時若花田） | 曙新横綱、貴乃花（当時貴ノ花）新大関                                |
| 1993年5月場所  | 千秋楽 | ●(10)             | ○(5)                  | 貴乃花(3)            | 千秋楽1敗同士相星決戦                                               |
| 1993年7月場所  | 千秋楽 | ●(10)             | ○(6)                  | 曙(4)                | 千秋楽曙1敗、貴乃花2敗で対戦 貴乃花勝利。優勝決定戦は、曙勝利。     |
| 1993年9月場所  | 千秋楽 | ●(10)             | ○(7)                  | 曙(5)                |                                                                     |
| 1993年11月場所 | 千秋楽 | ○(11)             | ●(7)                  | 曙(6)                |                                                                     |
| 1994年1月場所  | 14日目 | ○(12)             | ●(7)                  | 貴乃花(4)            |                                                                     |
| 1994年3月場所  | 千秋楽 | ○(13)             | ●(7)                  | 曙(7)                |                                                                     |
| 1994年5月場所  | -      | -                 | -                     | 貴乃花(5)            | 曙休場により対戦なし。                                              |
| 1994年7月場所  | -      | -                 | -                     | 武蔵丸               | 曙休場により対戦なし。                                              |
| 1994年9月場所  | -      | -                 | -                     | 貴乃花(6)            | 曙休場により対戦なし。                                              |
| 1994年11月場所 | 千秋楽 | ●(13)             | ○(8)                  | 貴乃花(7)            |                                                                     |
| 1995年1月場所  | 千秋楽 | ●(13)             | ○(9)                  | 貴乃花(8)            | 貴乃花新横綱。千秋楽2敗同士で、武蔵丸との優勝決定戦進出をかけて対戦 |
| 1995年3月場所  | 千秋楽 | ○(14)             | ●(9)                  | 曙(8)                | 千秋楽1敗同士相星決戦                                               |
| 1995年5月場所  | 千秋楽 | ●(14)             | ○(10)                 | 貴乃花(9)            | 千秋楽1敗同士相星決戦                                               |
| 1995年7月場所  | 千秋楽 | ○(15)             | ●(10)                 | 貴乃花(10)           |                                                                     |
| 1995年9月場所  | 千秋楽 | ●(15)             | ○(11)                 | 貴乃花(11)           |                                                                     |
| 1995年11月場所 | -      | -                 | -                     | 若乃花（3代）        | 曙休場により対戦なし。                                              |
| 1996年1月場所  | -      | -                 | -                     | 貴ノ浪               | 曙休場により対戦なし。                                              |
| 1996年3月場所  | -      | -                 | -                     | 貴乃花(12)           | 曙休場により対戦なし。                                              |
| 1996年5月場所  | 千秋楽 | ●(15)             | ○(12)                 | 貴乃花(13)           |                                                                     |
| 1996年7月場所  | 千秋楽 | ●(15)             | ○(13)                 | 貴乃花(14)           | 千秋楽2敗同士相星決戦                                               |
| 1996年9月場所  | 千秋楽 | ●(15)             | ○(14)                 | 貴乃花(15)           |                                                                     |
| 1996年11月場所 | -      | -                 | -                     | 武蔵丸               | 貴乃花休場により対戦なし。                                          |
| 1997年1月場所  | 千秋楽 | ●(15)             | ○(15)                 | 若乃花（3代）        |                                                                     |
| 1997年3月場所  | 千秋楽 | ●(15)             | ○(16)                 | 貴乃花(16)           | 千秋楽曙2敗、貴乃花3敗で対戦 貴乃花勝利。優勝決定戦も貴乃花が勝利。 |
| 1997年5月場所  | 千秋楽 | ○(16)             | ●(16)                 | 曙(9)                | 千秋楽曙2敗、貴乃花1敗で対戦 優勝決定戦も曙勝利。                   |
| 1997年7月場所  | 千秋楽 | ●(16)             | ○(17)                 | 貴乃花(17)           | 千秋楽2敗同士相星決戦                                               |
| 1997年9月場所  | 千秋楽 | ●(16)             | ○(18)                 | 貴乃花(18)           |                                                                     |
| 1997年11月場所 | -      | -                 | -                     | 貴ノ浪               | 曙休場により対戦なし。                                              |
| 1998年1月場所  | -      | -                 | -                     | 武蔵丸               | 貴乃花休場により対戦なし。                                          |
| 1998年3月場所  | -      | -                 | -                     | 若乃花（3代）        | 貴乃花休場により対戦なし。                                          |
| 1998年5月場所  | 千秋楽 | ○(17)             | ●(18)                 | 若乃花（3代）        |                                                                     |
| 1998年7月場所  | 千秋楽 | ○(18)             | ●(18)                 | 貴乃花(19)           |                                                                     |
| 1998年9月場所  | 千秋楽 | ●(18)             | ○(19)                 | 貴乃花(20)           |                                                                     |
| 1998年11月場所 | -      | -                 | -                     | 琴錦                 | 曙休場により対戦なし。                                              |
| 1999年1月場所  | -      | -                 | -                     | 千代大海             | 曙休場により対戦なし。                                              |
| 1999年3月場所  | -      | -                 | -                     | 武蔵丸               | 両者休場により対戦なし。                                            |
| 1999年5月場所  | -      | -                 | -                     | 武蔵丸               | 貴乃花休場により対戦なし。                                          |
| 1999年7月場所  | 14日目 | ○(19)             | ●(19)                 | 出島                 |                                                                     |
| 1999年9月場所  | -      | -                 | -                     | 武蔵丸               | 両者休場により対戦なし。                                            |
| 1999年11月場所 | -      | -                 | -                     | 武蔵丸               | 曙休場により対戦なし。                                              |
| 2000年1月場所  | 千秋楽 | ●(19)             | ○(20)                 | 武双山               |                                                                     |
| 2000年3月場所  | 千秋楽 | ○(20)             | ●(20)                 | 貴闘力               |                                                                     |
| 2000年5月場所  | 千秋楽 | ●(20)             | ○(21)                 | 魁皇                 |                                                                     |
| 2000年7月場所  | -      | -                 | -                     | 曙(10)               | 貴乃花休場により対戦なし。                                          |
| 2000年9月場所  | -      | -                 | -                     | 武蔵丸               | 貴乃花休場により対戦なし。                                          |
| 2000年11月場所 | 14日目 | ○(21)             | ●(21)                 | 曙(11)               | 曙貴最後の対戦。                                                    |

- 1994年11月場所以前までの対戦成績は、曙の13勝8敗で、曙優勢であった（優勝は、曙7回、貴乃花7回）。
- 1995年1月場所以降の両者横綱同士での対戦成績は、貴乃花の13勝8敗で、貴乃花優勢であった（優勝回数は、曙4回、貴乃花13回）。

## 大相撲成績

### 通算成績
- 通算成績：654勝232敗181休 勝率.738
- 幕内成績：566勝198敗181休 勝率.741
- 横綱成績：432勝122敗166休 勝率.780
- 幕内在位：63場所
- 横綱在位：48場所（当時歴代4位、2019年9月現在歴代6位）
  - 番付上1人横綱在位：11場所（1993年3月場所 – 1994年11月場所。歴代3位）
- 大関在位：4場所
- 三役在位：6場所（関脇3場所、小結3場所）
- 連勝記録：16（1992年11月場所7日目〜1993年1月場所7日目）
- 年間最多勝：1993年、2000年（共に76勝14敗）
- 連続6場所勝利：77勝（1992年11月場所〜1993年9月場所）
- 通算連続勝ち越し記録：18場所（1988年5月場所〜1991年3月場所；初土俵から18場所連続勝ち越しは史上最長記録）
- 幕内連続勝ち越し記録：11場所（1992年9月場所〜1994年5月場所）
- 幕内連続2桁勝利記録：10場所（1992年11月場所〜1994年5月場所）
- 幕内連続12勝以上勝利：5場所（2000年3月場所〜2000年11月場所）

### 各段優勝
- 幕内最高優勝：11回（1992年5月場所、1992年11月場所、1993年1月場所、1993年7月場所、1993年9月場所、1993年11月場所、1994年3月場所、1995年3月場所、1997年5月場所、2000年7月場所、2000年11月場所）
  - 同点3回
  - 次点11回
  - 連覇：3連覇（1993年7月場所〜1993年11月場所）

### 三賞、金星
- 三賞：6回
  - 殊勲賞：4回（1991年1月場所、1991年3月場所、1992年1月場所、1992年5月場所）
  - 敢闘賞：2回（1990年11月場所、1992年1月場所）
- 金星：4個（旭富士2個、大乃国1個、北勝海1個）

### 幕内での場所別成績
566勝198敗181休
優勝11回、殊勲賞4回、敢闘賞2回、金星4個
| | 一月場所 初場所（東京） | 三月場所 春場所（大阪） | 五月場所 夏場所（東京） | 七月場所 名古屋場所（愛知） | 九月場所 秋場所（東京） | 十一月場所 九州場所（福岡） |
| --- | ----------------------- | ----------------------- | ----------------------- | --------------------------- | ----------------------- | --------------------------- |
| 1988年 （昭和63年） | x                       | （前相撲）              | 東序ノ口19枚目 6–1      | 東序二段97枚目 5–2          | 東序二段52枚目 5–2      | 西序二段15枚目 6–1          |
| 1989年 （平成元年） | 東三段目60枚目 5–2      | 東三段目33枚目 6–1      | 西幕下55枚目 6–1        | 東幕下28枚目 5–2            | 西幕下14枚目 5–2        | 東幕下5枚目 5–2             |
| 1990年 （平成2年） | 東幕下2枚目 4–3         | 西十両12枚目 8–7        | 西十両10枚目 11–4       | 東十両3枚目 11–4            | 東前頭14枚目 9–6        | 西前頭7枚目 9–6 敢          |
| 1991年 （平成3年） | 西前頭筆頭 8–7 殊★      | 東小結 8–7 殊           | 西関脇 7–8              | 東前頭筆頭 8–7 ★            | 西小結 7–8              | 西前頭筆頭 8–7 ★            |
| 1992年 （平成4年） | 西小結 13–2 殊敢        | 東関脇 8–7              | 西関脇 13–2 殊          | 東大関1 休場 0–0–15         | 東大関2 9–6             | 西大関1 14–1                |
| 1993年 （平成5年） | 東大関1 13–2            | 東横綱 10–5             | 東横綱 13–2             | 東横綱 13–2                 | 東横綱 14–1             | 東横綱 13–2                 |
| 1994年 （平成6年） | 東横綱 11–4             | 東横綱 12–3             | 東横綱 10–2–3           | 東横綱 休場 0–0–15          | 東横綱 休場 0–0–15      | 東横綱 10–5                 |
| 1995年 （平成7年） | 西横綱 12–3             | 西横綱 14–1             | 東横綱 13–2             | 西横綱 11–4                 | 西横綱 12–3             | 西横綱 7–3–5                |
| 1996年 （平成8年） | 西横綱 0–3–12           | 西横綱 休場 0–0–15      | 西横綱 10–5             | 西横綱 12–3                 | 西横綱 10–5             | 西横綱 11–4                 |
| 1997年 （平成9年） | 東横綱 12–3             | 西横綱 12–3             | 西横綱 13–2             | 西横綱 12–3                 | 西横綱 9–6              | 西横綱 休場 0–0–15          |
| 1998年 （平成10年） | 西横綱 10–5             | 東横綱 13–2             | 東横綱 10–5             | 東横綱 11–4                 | 西横綱 10–5             | 東横綱2 休場 0–0–15         |
| 1999年 （平成11年） | 東横綱2 休場 0–0–15     | 東横綱2 休場 0–0–15     | 東横綱2 11–4            | 東横綱 13–2                 | 東横綱 2–2–11           | 東横綱2 休場 0–0–15         |
| 2000年 （平成12年） | 西横綱2 11–4            | 西横綱 12–3             | 東横綱 13–2             | 東横綱 13–2                 | 東横綱 13–2             | 西横綱 14–1                 |
| 2001年 （平成13年） | 東横綱 引退 0–0–15      | x                       | x                       | x                           | x                       | x                           |
| 各欄の数字は、「勝ち-負け-休場」を示す。 優勝 引退 休場 十両 幕下 三賞：敢=敢闘賞、殊=殊勲賞、技=技能賞 その他：★=金星 番付階級：幕内 - 十両 - 幕下 - 三段目 - 序二段 - 序ノ口 幕内序列：横綱 - 大関 - 関脇 - 小結 - 前頭（「#数字」は各位内の序列） |                         |                         |                         |                             |                         |                             |

## 合い口
- 元横綱・北勝海には2勝2敗。最後の勝利は1991年11月場所で、決まり手は寄り切り。
- 元横綱・大乃国には1勝2敗。大乃国が引退した1991年7月場所で、金星を獲得した。決まり手は、押し倒し。
- 元横綱・旭富士には3勝2敗。最後の勝利は1992年1月場所で、決まり手は押し出し。
- 元横綱・貴乃花には21勝21敗。他に優勝決定戦で2勝1敗がある。横綱同士の対戦は8勝13敗。最後の勝利は2000年11月場所で、決まり手は寄り切り。
- 元横綱・若乃花には18勝17敗。他に優勝決定戦で1勝がある。横綱同士の対戦は1勝1敗。最後の勝利は1998年7月場所で、決まり手は突き出し。
- 元横綱・武蔵丸には22勝16敗。他に優勝決定戦で2勝1敗がある。横綱同士の対戦は2勝2敗。最後の勝利は2000年11月場所で、決まり手は寄り切り。この一番が、曙の現役最後の一番となった。
- 元大関・小錦には9勝8敗。大関同士の対戦は2勝。曙が横綱に昇進後、小錦が大関在位中の対戦は3勝1敗。
- 元大関・霧島には10勝3敗。大関同士の対戦は1勝。曙が横綱に昇進後、霧島が大関在位中の対戦はなし。
- 元大関・貴ノ浪には34勝5敗。他に優勝決定戦で1勝がある。貴ノ浪の大関在位中の対戦は21勝4敗。
- 元大関・千代大海には7勝4敗。千代大海の大関在位中の対戦は4勝3敗。
- 元大関・出島には6勝6敗。他に優勝決定戦で1敗がある。出島の大関在位中の対戦は4勝1敗。
- 元大関・武双山には22勝6敗(不戦勝1を含む)。武双山の大関在位中の対戦は2勝。
- 元大関・雅山には6勝2敗。武双山の大関在位中の対戦は3勝。
- 元大関・魁皇には25勝6敗。魁皇の大関在位中の対戦は2勝。
- 元大関・栃東には9勝4敗。いずれも栃東の大関昇進前の対戦である。

## 幕内対戦成績
| 力士名   | 勝数 | 負数  | 力士名   | 勝数  | 負数 | 力士名   | 勝数 | 負数 | 力士名 | 勝数 | 負数 |
| -------- | ---- | ----- | -------- | ----- | ---- | -------- | ---- | ---- | ------ | ---- | ---- |
| 蒼樹山   | 5    | 0     | 安芸乃島 | 30    | 8(1) | 朝乃翔   | 1    | 1    | 朝乃若 | 5    | 0    |
| 旭富士   | 3    | 2     | 旭豊     | 5     | 2    | 板井     | 1    | 1    | 巨砲   | 2    | 0    |
| 大乃国   | 1    | 2     | 小城錦   | 8     | 1    | 小城ノ花 | 2    | 0    | 魁皇   | 25   | 6    |
| 春日富士 | 1    | 0     | 巌雄     | 2     | 0    | 北勝鬨   | 2    | 0    | 旭豪山 | 1    | 0    |
| 旭鷲山   | 7    | 1     | 旭天鵬   | 1     | 0    | 旭道山   | 8    | 4    | 鬼雷砲 | 1    | 0    |
| 霧島     | 10   | 3     | 起利錦   | 1     | 1    | 久島海   | 11   | 2    | 剣晃   | 8    | 1    |
| 五城楼   | 1    | 0     | 琴稲妻   | 4     | 1    | 琴ヶ梅   | 0    | 1    | 琴椿   | 1    | 0    |
| 琴錦     | 30   | 11(1) | 琴ノ若   | 23    | 2    | 琴富士   | 4    | 2    | 琴別府 | 6    | 0    |
| 琴龍     | 6    | 0     | 小錦     | 9     | 8    | 逆鉾     | 4    | 0    | 敷島   | 2    | 0    |
| 陣岳     | 1    | 0     | 大至     | 2     | 0    | 太寿山   | 1    | 0    | 大翔鳳 | 7    | 1    |
| 大翔山   | 4    | 5     | 大善     | 4     | 1    | 貴闘力   | 28*  | 15   | 貴ノ浪 | 34*  | 5    |
| 貴乃花   | 21** | 21*   | 孝乃富士 | 1     | 1    | 隆三杉   | 3    | 0    | 玉春日 | 8    | 3(1) |
| 千代大海 | 7    | 4     | 千代天山 | 4     | 0    | 出島     | 6    | 6*   | 寺尾   | 14   | 3    |
| 闘牙     | 4    | 0     | 時津洋   | 1     | 0    | 土佐ノ海 | 14   | 4    | 栃東   | 9    | 4    |
| 栃乃洋   | 7    | 3     | 栃乃花   | 2     | 0    | 栃乃和歌 | 12   | 7(1) | 巴富士 | 4    | 0    |
| 智乃花   | 2    | 0     | 豊ノ海   | 3     | 1    | 浪之花   | 3    | 0    | 花ノ国 | 2    | 0    |
| 濱ノ嶋   | 3    | 0     | 追風海   | 2     | 0    | 肥後ノ海 | 4    | 1    | 舞の海 | 2    | 1    |
| 三杉里   | 16   | 6     | 水戸泉   | 11    | 0    | 湊富士   | 4    | 0    | 雅山   | 6    | 2    |
| 武蔵丸   | 22** | 16*   | 武双山   | 22(1) | 6    | 若翔洋   | 8    | 1    | 若瀬川 | 1    | 0    |
| 若の里   | 1    | 1     | 若乃花   | 18*   | 17   | 和歌乃山 | 4    | 0    |        |      |      |

- 他に優勝決定戦（巴戦も含む）で、貴乃花、武蔵丸に各2勝1敗、若乃花、貴ノ浪、貴闘力に各1勝、出島に1敗がある。

## 大相撲時代のエピソード
- 現役時代には時折怪我に苦しんで冷静さを失い、パッチを貼ってお祈りを行うだけの詐欺めいた治療で1000万円を請求され、これに黙って応じてしまったことがある。後年こそは笑い話で済ませているものの、当時は「もうなんとしてでも治して、土俵に立ちたいという気持ちから、黙って払ってしまうんだなぁ。さすがに、1000万円は払い切れなかったけど」という具合に追い詰められていた[8]。
- 関脇時代までは「天下をとる」を「点をとる」になぞらえ、点のない「曙」だったが、大関昇進を機に点のある「曙」に改めた[52]。戦艦の曙との関連は不明。入門当時は「大海」（たいかい）と名乗り前相撲も取ったが、三段目に大魁（たいがい）という力士がおり、混乱を避けるため改名せざるを得なくなり、「曙」となった。大魁が別の四股名（鬼竜山）に改名した後の1990年3月場所に曙の弟が東関部屋に入門し、大海力（=つとむ）を名乗ったが、わずか2場所でハワイに帰国した。東関が本来スカウトしたかったのは下半身の細い曙ではなく均整の取れた力士体型を有していた弟の方であったという説もあり、その弟は東関部屋の継承資格を満たすこともできるほどに出世を期待されていたというが、そもそも弟は角界入りする意欲が無かった[8]。
  - ちなみに「曙（あけぼの）」の四股名の幕内力士は、大坂相撲において1924年1月場所新入幕の曙 源太郎（長崎県出身、旧時津風部屋所属、最高位前頭8枚目）がいる。
- 春場所への意気込みを問われた際に、よく『枕草子』の「春は曙」（春は曙が良い）と言う有名な文を引用した。
- 土俵上ではライバルだった貴乃花とはプライベートでは親友だった。貴乃花が引退する時には「これから必要になる」と自ら生地を選んだネクタイを贈っている。
- 来日した時から「雲の上の人」だったハワイ出身の先輩である元大関小錦に対しては、1993年11月場所13日目に、小錦が負ければ大関から陥落する取組の相手を務めた事がある。対戦結果は曙が完勝、小錦は5勝8敗と9月場所（0勝2敗13休）に続き2場所連続負け越しにより大関転落となった。勝負が決まると小錦に軽く一礼したことが話題となった。この取り組みについて、のちに曙本人は「正直言って休場したい程嫌だった。でも先輩に対して手加減するのは失礼だと思い、心を鬼にして全力で当たったが、余りに辛過ぎる恩返しだった」と自身の引退時に語っている。なお、翌日小錦に自身の勝利を謝ったが「これからの力士であるお前が俺に勝てないでどうする」と叱責されたという。
- 休場中だった1999年1月場所の最中、曙は周囲に極秘のまま当時の時津風理事長（元大関豊山）へ突如引退届を提出していた。しかし時津風理事長からは「今はじっくりと怪我を治す事だけに専念しなさい。進退を考えるのはそれからだ」と笑顔で励まされつつ慰留されたという。
- 2000年3月場所では土佐ノ海を相手に1960年の決まり手制定以降、幕内史上初めてとなる褄取りで勝利を収めた。しかし本人は褄取りの決まり手を知らず、報道陣のインタビューに対し「何それ? 知らなかったよ」と答えた後、当時「技のデパート」と呼ばれていた舞の海になぞらえ、「技のデパートハワイ支店」と自らを称した。
- 曙は巨体と対照的に極めて繊細な神経の持ち主であった。大酒豪だが酒席では同席者への配慮を欠かさない。泥酔者が出るといつも自分の背中を「担架」代わりにして運びだす姿があった。酒席はもちろん、いつも携帯電話を手放さず、暇があると電話をかけまくる。根が飛び切りの寂しがりやということもあるが、親しい人にはとことんマメな付き合いをせずにいられない性格もある[21]。
- 1993年7月に最愛の父が死去した際、曙から「ダディのひつぎに写真や新聞を入れたい」と連絡を受け、記者がハワイに同行した。「チャドが呼んでいる」と言われ、記者が霊安室に入ると、曙が「ダディに最後のキスをする写真を記者に撮らせる」と母ジャニスさんを必死に説得していた。そこには記者が写真や新聞を提供してくれた恩は何としても返さなければならないという姿勢があった[21]。
- 現役終盤期、7代高砂（当時は11代若松）から縄跳びを調整法として勧められた。最後に2回優勝を上積みできたのは、縄跳びで俊敏性を鍛えたことによる[53]。
- 嫌いな食べ物はゴボウ。来日して間もない頃に初めてゴボウを口にした際、独特の風味に驚いて飲み込むことができず、それ以来トラウマになってしまったという。テレビ番組『とんねるずのみなさんのおかげでした』にゲスト出演した際、当時のことを「悪戯で木の根っ子を食べさせられたと思っていた」と語っている。
- 1993年日本プロスポーツ大賞の殊勲賞を受賞。
- 1993年12月に東京ドームで行われたU2の東京公演にて、ボーカルのボノからのテレビ電話を受け大型スクリーンに登場したことがある。
- 元々は、ホテルマンになることを志していた。東関部屋に入門したのも、日本語を習得することが目的であり、入門当初は力士として身を立てていくことは全く考えていなかった。一方で東関は「オレは強くなるんだ、強くなるためには、日本語をちゃんと覚えるんだという並々ならぬ覚悟があった。だから早く覚えたし、上手になった」と評している[9]。
- 1990年代前半には女性タレントの相原勇と交際しており、結婚寸前まで行ったことがあるが、1997年に破局した。2000年には別の女性と結婚し、3人の子供も生まれた。
  - 後に2017年3月31日にTBSで放映された『今夜解禁!ザ・因縁』で20年ぶりに相原と2人で顔を合わせ、真相を語った。曙本人からではなく曙の代理人を名乗る人物（当時の曙の付き人）から「横綱のことは忘れてください。結婚はなかったことにしてください」と別れを告げられた（ことが納得しがたい）と話す相原に対し、曙は「俺は『別れた』と伝えたつもりだよ。俺が相撲取れないとき、結婚ばっかり迫られて、なんで励ましてくれないの？とりあえず結婚を置いといて、『がんばりましょう』と何でいえないの。そこで気持ちが切れた」とその理由を語った。その後は互いの主張を繰り返すも、冷静さを取り戻した曙は「自分の中ではもうけじめをつけて終わっていることだし、いい経験というのは失礼かもしれないけど、そういう経験があったから今があると思っている」と話した。相原も「すごいすっきりしている。本当に会えてよかった。堂々と生きていける気がする」と笑顔。この収録を最後に破局騒動には一切触れないと番組内で約束した[54]。
    - このような因縁があったため、相原は曙の訃報に対する公式コメントを発表せず、沈黙を貫いた[41]。
- 取的時代[8]のある時1980円で飲み放題の店に入り、チューハイをジョッキで40杯飲んだ。翌日も顔を出すと店主が青ざめ、以来その店は力士の飲み放題を断るようになったという。ただ酒豪伝説と言っても、曙は昭和の力士達と異なり日本酒やウイスキーではなく比較的アルコール度数の低いチューハイを好んでいたため、この点で留意すべきである。因みに来日当初は日本人の酒好き、煙草好きを不思議に思っていたそうである[55]。

## 力士引退後のエピソード
- 格闘家デビュー後、右腕に「AKEBONO」のタトゥーを、左腕に「YOKOZUNA」のタトゥーを、足に綱のタトゥーを、右腕はハワイの民族模様をモチーフにしたデザインをアメリカの有名デザイナーTOKYO HIROが手がけた。
- トランクスには雲龍型の土俵入りがデザインされていて、腰のゴムバンドの部分に妻と子供の名前の頭文字である「C」を4つ入れている。チームユニフォームもTOKYO HIROによってデザインされている。
- プロレス参入後、「相撲をやっていたので前回り受身はできるが、後ろ受身は出来ない」と告白したことがある。
- 格闘技に関しては賛否両論があるが、プロレスについては師匠である武藤も「オレも天才と言われるが、本当の天才は曙」とコメントしている。K-1、総合格闘技で不振が続いていたため「横綱の歴史から抹消しろ」と言われたことがあり、その上プロレスデビューを巡ってプロレスファンや関係者から「マケボノ」と本気で侮蔑されたというが、それだけに全日本プロレスへ入団が決定した際は大変喜んでいた[56]。
  - 格闘技やプロレスへの参戦は大局的に相撲普及のためであるといい、本人は「アメリカで相撲の団体を作る」といった目標も持っていた。K-1やWWEなどのリングに上がった目的の一つとして相撲普及に必要な人脈作りと挙げたこともあり、元横綱である自分が格闘技での不振やプロレスでの迷走を辞さない理由について「相撲を理解していない人がやったら、ただのスポーツになってしまうから」と、本人なりに元横綱の使命を背負っていることを説明している[57]。
- 普段は寡黙なイメージの曙であるが、全日本プロレス参戦時にTARUから「札幌で負けたらマケボノに改名しろ!」と挑発された際に、「オイ、お前ら、うるさいんじゃい! 札幌で叩きつぶしてやるから負けたら（TARUが率いるVMを）解散しろ!」と応戦している。
- 曙はグレート・ボノ（モンスター・ボノ→ボノちゃん→ボノくん→グレート・ボノへと成長）に関しては別人だと語っている。
- 『ダウンタウンのガキの使いやあらへんで!!』での企画「バナナマン設楽を倒せ!芸能界手押し相撲最強決定戦!!」で、ラストボスとして出場した。その際相手の設楽統に「こんなでっかい人『ONE PIECE』でしか見たことない!!」と言われた。結果は曙の圧勝だった。
- 自身の著書『大相撲のぶっちゃけ話』で相撲界の特殊な女性関係を証言した。それ以外に、同著書では1991年7月場所中に名古屋の温泉宿で夏の甲子園大会を初戦で敗退して落ち込んでいた鈴木一朗（当時愛工大名電3年）を励ました逸話も記述されており、プロ野球選手イチローとなって曙に再会した鈴木一朗は当時自身を励ましてくれた曙に対して大いに感謝の意を述べた。
- 2013年6月、師範代として東関部屋に招聘され、相撲協会を退職して以来10年ぶりに相撲界に復帰した[58]。因みに東関部屋の所在地は2019年現在の曙の本籍地であり、退職前の経緯から「二度と稽古場には立てないと思っていた」そうである。
- 年下のレスラーに対しても敬語で話すことが多く、かつて付き人を担当していたマンモス佐々木にもリング上では敬語で話している。
- 自宅には通常の体重計よりも上の体重を量ることができる特注の体重計がある。
- 愛車はフランス車のルノー・アヴァンタイムで、彼が日本で最初のオーナーであった。
- 2015年6月、曙の三冠ヘビー級王座防衛を祝い、ジャイアント馬場が生前に愛車としていたキャデラックが妻の馬場元子から寄贈された[59][60]。
- 2016年7月1日放送の『輝く！日本ドッキリスター大賞』（テレビ朝日）で、天龍源一郎から顔面にパイをぶつけられるというドッキリを仕掛けられた。パイを受けた直後、曙は天龍に対してキレかかるが、すぐに謝罪した。（パイを投げられたので）とっさにキレたふりをしたと告白した。
- 2017年4月に心不全により意識不明の重体となり、緊急入院した。その際に37分間心停止に陥り、生死の境を彷徨った。
  - 2018年9月28日放送のTBS『今夜解禁!ザ・因縁』で1年半振りのテレビ出演を果たしたが、体重が210kgから140kgまで減少していたこと、補助がないと身体を満足に動かすことができない状態であることが紹介された。また、心停止37分による記憶障害により、妻や息子のこと、時間の感覚すらおぼろげになっていた。しかし、現役時代犬猿の仲と言われた花田虎上と再会を果たした際は過去の取り組みや出来事を鮮明に覚えていた。その際、花田が「わからないかなって思ってたけど」と心配していたが曙は「分からないわけないじゃない！」と応えている。
- 弟弟子の潮丸のことを信頼しており、現役時代は付人を任せるほどだった。その潮丸が自分より先に死去したことは相当辛かったようで、対面した際には悲しみのあまり涙が止まらなかったという。

## 生活
- 2009年、東京マラソン2009への参加を表明し[61]、周囲の不安視の中、体重を25kg減量するなど準備を整えたが、開催4日前にドクターストップがかかり出場を断念した[62]。
- 2012年11月25日、自身がプロデュースしたステーキハウス「曙ステーキ」が東京都杉並区荻窪にオープンしたが、2020年時点で既に閉店している[63]。また目黒・五反田に店を構えるステーキハウスリベラには、曙のリクエストで生まれた「横綱ステーキ」（リブロースステーキ640g）がある[注釈 28]。

## 出演作品

### テレビドラマ
- 修羅雪姫（2011年3月27日、BS-TBS） - 竹村伴蔵 役
- 一休さん（2012年6月30日、フジテレビ） -　大男 役
- すもうねこ（2014年8月7日〜、NHK Eテレ） -　主演すもうねこ 役（声の出演）

### 映画
- ヤバい経済学
- テルマエ・ロマエII（2014年） - アケボニウス 役

### バラエティ
- run for money 逃走中（2012年1月8日、2013年4月14日、フジテレビ） - 佐吉の兄 役、譲二 役
- 男のザップ 生イキ! ジャンポケクルーズ（BSスカパー、2016年4月14日）
- 水曜日のダウンタウン（TBSテレビ）

### CM
- サッポロ黒ラベル
- サントリーBOSS（浜崎あゆみ、叶姉妹、原田芳雄と共演）
- レイクアルサ
- FOXチャンネル「glee」
- ファンタ（日本コカ・コーラ）

## 著作
- 『横綱』（2001年10月、新潮社）ISBN 978-4104493012
- 『曙』（2004年2月7日、ぴあ）ISBN 978-4835609119
- 『曙太郎の「ホ・オポノポノ」人生』（2009年8月、東邦出版）ISBN 978-4809407994
- 『大相撲のぶっちゃけ話』（2012年9月7日、宝島社）ISBN 978-4796670951